# Vanguard Bandits
Vanguard Bandits est un jeu vidéo de type Tactical RPG d'abord sorti au Japon sur PlayStation en 1998 sous le nom Epica Stella. Le jeu a été développé et édité par Human Entertainment. En 2000, la compagnie Working Designs a traduit le jeu pour le marché américain. Il n'est pas sorti en Europe où il n'est disponible qu'en import.

## Développement
À l'origine, le jeu devait s'appeler Detonator Gauntlet. Atari a alors fait pression pour un changement de titre car ce dernier rappelait fortement leur série de jeux d'action, Gauntlet.